# Donor-specifické protilátky
Rejekce zprostředkovaná protilátkami zahrnuje aktivaci B lymfocytů a plasmatických buněk, což vede k tvorbě donor-specifických protilátek (DSA), které se vážou na HLA a/nebo non-HLA molekuly na endotelu. Preformované donor-specifické protilátky, které vedou k hyperakutnímu odmítnutí, byly poprvé detekovány v roce 1969 cytotoxickým na komplementu závislým cross-match testem. Přítomnost preformovaných a de novo (nově vzniklých) DSA jsou hlavními rizikovými faktory pro vznik rejekce zprostředkované protilátkami, která má za následek jak akutní, tak i chronické poškození transplantátu a je primární příčinou časné i pozdní ztráty aloštěpu. Téměř třetina pacientů, kteří jsou zařazeni na čekací listinu v rámci transplantace, může mít určitý podíl protilátek proti HLA. Obvyklý způsob pro senzibilizaci proti HLA antigenům nastává ve třech případech: těhotenství, transfuze po transplantaci a předchozí transplantace. Předem vytvořené protilátky zvyšují šanci na selhání aloštepu tím, že způsobují pozitivní cross-match test a také snižují šanci na nalezení vhodného dárce. U senzitizovaných pacientů je úspěšná transplantace možná použitím metody jako je desenzitizace, párová výměna a také určitá přijatelná míra neshody.

## Panel reaktivních protilátek
Stupeň cytotoxicity je vyjádřen jako procento PRA (panel reagujících protilátek). Jedná se o metodu, kterou lze použít k odhadnutí rizika, že daný příjemce má pozitivní cross-match. Omezení této metody spočívají v tom, že procenta PRA nemusí korespondovat s typem nebo množstvím daných protilátek. To do značné míry závisí na použitém buněčném panelu, který je komerčně vyráběn a nemusí skutečně reprezentovat populaci. Také by měly být zohledněny HLA frekvence a rasové rozdíly, avšak to nelze provést. Kromě toho může dojít také k falešně pozitivním výsledkům z důvodu výskytu non-HLA protilátek, autoprotilátek a nespecifických IgM protilátek. Podobně mohou být výsledky i falešně negativní, jelikož je tato metoda závislá na komplementu, a ten k aktivaci vyžaduje vyšší titr protilátek. Nedostatečná aktivace komplementu způsobená nízkým titrem může ukrýt skutečnou protilátku.

## Cross-match test
Patel a Terasaki v roce 1969 prokázali účinnost komplement-dependentního lymfocytotoxického cross-match testu při definování imunologického rizika při transplantaci ledviny. Cross-match test se stal standardní metodou, která se dnes používá i pro alokaci štěpu. Pokud PRA test identifikuje několik protilátek proti potenciálním skupinám dárců, cross-match test zjistí, zda příjemce měl protilátky vůči určitému konkrétnímu dárci. Časem se ale ukázalo, že pomocí tohoto testu nelze určit všechny již existující HLA-specifické protilátky specifické pro dárce (HLA-DSA). V posledních letech se techniky detekce protilátek HLA staly citlivějšími se zavedením testů na pevné fázi, včetně například testu ELISA.